# 테크노 스와핑
《테크노 스와핑》(영어: Drive Me Crazy)은 미국에서 제작된 존 슐츠 감독의 1999년 청춘 로맨틱 코미디 영화이다. 멀리사 조앤 하트, 에이드리언 그레니에이 등이 출연하였고, 에이미 로빈슨 등이 제작에 참여하였다. 이 영화의 원래 영어 제목은 Next to You였으나 사운드트랙에 수록된 노래 중 하나인 브리트니 스피어스의 (You Drive Me) Crazy의 제목에서 따온 Drive Me Crazy로 변경되었다.

## 출연진
- 멀리사 조앤 하트
- 에이드리언 그레니에이
- 스티븐 콜린스
- 마크 멧캐프
- 윌리엄 컨버스로버츠
- 페이 그랜트
- 수전 메이 프랫
- 크리스 파크
- 앨리 라터
- 마크 웨버
- 로데스 베네딕토
- 케리 린 프랫
- 조던 브리지스

## 기타 제작진
- 공동 제작: 낸시 펄로이언브레즈니카
- 배역: 실리아 재피, 조지앤 워컨
- 미술: 에런 오즈번
- 의상: 제너비브 티럴
- 음악 감독: 톰 울프, 마니시 라발

## 사운드트랙
사운드트랙은 자이브 레코드에 의해 1999년 9월 28일 발매되었다.
1. "(You Drive Me) Crazy" (The Stop Remix!) - 브리트니 스피어스 (3:17)
2. "Unforgetful You" - 자스 오브 클레이 (3:21)
3. "I Want It That Way" (Jack D. Elliot Radio Mix) - 백스트리트 보이스 (4:05)
4. "It's All Been Done" - 베어네이키드 레이디스 (3:28)
5. "Stranded" - 플럼 (3:38)
6. "Faith In You" - 매슈 스위트 (3:32)
7. "Is This Really Happening to Me?" - 팬텀 플래닛 (2:45)
8. "One for Sorrow" (Tony Moran's 7" Mix) - 스텝스 (3:30)
9. "Hammer to the Heart" - 더 탬퍼러 피처링 마이아 (3:13)
10. "Sugar" - 돈 필립 (3:51)
11. "Regret" - 무칼라 (4:29)
12. "Original" - 사일리지 (2:15)
13. "Help Save the Youth of America from Exploding" - 레스 댄 제이크 (2:54)
14. "Keep on Loving You" - 더 도나스 (3:04)